# Curse of Enchantia
Curse of Enchantia je počítačová adventura typu point-and-click z roku 1992 vyvinutá a vydaná společností Core Design. Hra je zasazena v Enchantii, ve které vládne zlá kouzelnice, a úkolem hráče je uniknout z věznění, porazit ji v jejím známku a navrátit se domů.

## Příběh
Ve světě vzdáleného v čase i prostoru, mocná a zlá kouzelnice vládla v Enchantii – zemi pohádek a fantazie. Královna našla způsob, jak si zachovat mládí na věky. Hlavní přísadou však bylo dítě mužského pohlaví z naší dimenze. Chlapec jménem Brad hrál se svou sestrou baseball, když si jej zlá čarodějka kouzlem přivolala. Najednou z oblohy snesl blesk a přenesl ho do Enchantii.